# Ga Long Khánh
Ga Long Khánh là một nhà ga xe lửa trên tuyến đường sắt Bắc Nam thuộc địa phận tỉnh Đồng Nai, tiếp nối sau ga Bảo Chánh và trước ga Dầu Giây. Ga toạ lạc tại số 23 đường Trần Phú, phường Xuân An, thành phố Long Khánh. 
Ga Long Khánh cách ga Bình Thuận 98 km về phía bắc, cách ga Suối Kiết 46 km về phía bắc, cách ga Biên Hoà 48 km về phía nam và cách ga Sài Gòn 77 km về phía nam. Lý trình ga: Km 1649 + 360.